# Finlands naturskyddsförbund
Finlands naturskyddsförbund (finska: Suomen luonnonsuojeluliitto, SLL) är en finländsk organisation som verkar för naturens bästa såväl nationellt som globalt. Förbundet grundades 1938 och har sitt säte i Helsingfors.
Förbundet önskar bland annat förbättra vattenkvaliteten i Östersjön, verka för bevarandet av naturens mångfald, minska avfallsmängderna samt främja ekologisk odling och en naturvänlig livsstil. Till förbundet hör 15 naturskyddsdistrikt och omkring 200 lokalföreningar med totalt omkring 37 000 medlemmar (2010), en siffra som inkluderar barn- och ungdomsorganisationen Luonto-Liitto. Förbundet utger bland annat tidskriften Suomen luonto (grundad 1941).